# Bruinbandbladroller
De bruinbandbladroller (Argyrotaenia ljungiana) is een vlinder uit de familie bladrollers (Tortricidae). De spanwijdte van de vlinder bedraagt tussen de 12 en 16 millimeter. De soort komt verspreid over Europa voor.

## Waardplanten
De bruinbandbladroller heeft onder andere struikhei, gagel en bosbes als waardplanten, maar is ook aangetroffen op wijnstokken en gekweekte appel.

## Voorkomen in Nederland en België
De bruinbandbladroller is in Nederland en in België een algemene soort, die verspreid over het hele gebied kan worden gezien. De soort vliegt van april tot augustus in twee generaties.